# Berkarat
Berkarat ou Berqarat (en arménien Բերքառատ) est une communauté rurale du marz d'Aragatsotn, en Arménie. Elle compte 1 035 habitants en 2009.